# Ксенон Z3
Ксенон Z3 — американский телевизионный комедийный фильм в жанре научной фантастики. Заключительная часть трилогии «Ксенон» канала Дисней. Премьера в США состоялась 11 июня 2004 года; в России — 16 октября 2010 года.

## Сюжет
2054 год, Ксенон Кар 18 лет. Она участвует в конкурсе Galactic Teen Supreme, где хочет победить красавца Бронли Хейла. Конкурс заканчивается празднованием фестиваля Moonstock на Луне. Ксенон встречает там Сейджа Бореалиса, активиста, который борется за то, чтобы Луна не была колонизирована. Сейдж просит Ксенон о помощи. Он рассказывает ей, что организатор конкурса бизнесмен и меценат Пэт Нумбар на самом деле мечтает застроить Луну и стать единовластным её владельцем. Однако его планы совсем не по нраву богине Луны Селене, которая угрожает уничтожить Землю. Ксенон решает вмешаться, чтобы предотвратить грядущую катастрофу.

## В ролях
- Кирстен Стормс — Ксенон Кар
- Лорен Мэлтби — Марджи Хаммонд
- Рене Хендриксон — Малеа
- Рэйвен-Симоне — Небьюла Вэйд
- Элисон Морган — Даша
- Стюарт Пэнкин — Командир Эдвард Планк
- Холли Фулджер — Джуди Клинг
- Гленн Макмиллан — Бронли Хейл
- Бен Истер — Сейдж Бореалис
- Натан Андерсон — Прото Зоа
- Дэймон Берри — Пэт Намбэр
- Фуми Мтембу — Кэсси Вэйд
- Джоанна Эванс — молодая Селена
- Кэрол Рейнолдс — Селена
- Никки Джошуа — «Cosmic Blush»
- Соулей Мун Фрай — Гитаристка «Cosmic Blush»

## Роли дублировали
- Елизавета Захарьева — Ксенон Кар
- Ксения Бржезовская — Марджи Хаммонд
- Альбина Ишмуратова — Даша
- Эльвира Ишмуратова — Небьюла Вэйд
- Максим Сергеев — Командир Эдвард Планк
- Светлана Кузнецова — Джуди Клинг
- Андрей Лёвин — Прото Зоа
- Екатерина Гороховская — Кэсси Вэйд
- Юлия Рудина — молодая Селена